# 瑙蛺蝶
瑙蛺蝶也稱大吉嶺橙蛺蝶，在台灣又稱雄紅三線蝶、婀蛺蝶、雌紅三線蝶、黃三帶蛺蝶、紅逐鹿仔，是瑙蛺蝶屬的一種蛺蝶。本種為雌雄二型，雌蝶、雄蝶外觀與體型頗有差異。

## 描述
本種雌雄二型性明顯。
雄蝶：頭部橙褐色，觸角末端膨大、腹面裸露。口器褐色，下唇鬚乳白色末端黑褐。胸背褐色、腹面乳白略帶橙色；足前半部黃褐、後半部乳白，前足跗節癒合、針狀、有毛。腹部背褐腹乳白，皆帶橙色。
前翅近三角形，前緣凸、外後緣近直，後翅扇形。翅背面黑褐色，上覆橙色鱗；前翅中央有褐色之字形帶紋，M2室處折彎，亞外緣有褐色細帶紋及模糊斑點，中室散有褐斑；後翅具三道褐色帶紋，與外緣平行，中室有斑點與短條。另有兩道橙色帶紋，內側較粗。
翅腹面乳黃色，前翅翅頂與後翅外半部暗赭色，翅內有褐色直帶紋，外側為波狀紋；中室附近有不規則深色帶紋，前翅中室有兩個鏤空斑，後翅基部有三個。緣毛黑白相間。
雌蝶：體型較雄蝶大，外型相似。翅背面黑褐色，具乳白色斑與兩道白帶，內粗外細；前翅中室內白帶延伸至M2室。翅腹面底色褐泛紫，上有白斑，紋路與雄蝶相近。前足跗節分節、有爪、無毛。

## 分布
本種分布於中國華南、華西、華東、喜馬拉雅山區、中南半島與台灣中低海拔地區。

## 生態習性
本種幼蟲以金縷梅科、殼斗科植物為食。在台灣紀錄的食草包括金縷梅科秀柱花、殼斗科青剛櫟、赤皮等植物，一年一世代，成蟲主要在夏秋活動。

## 圖片

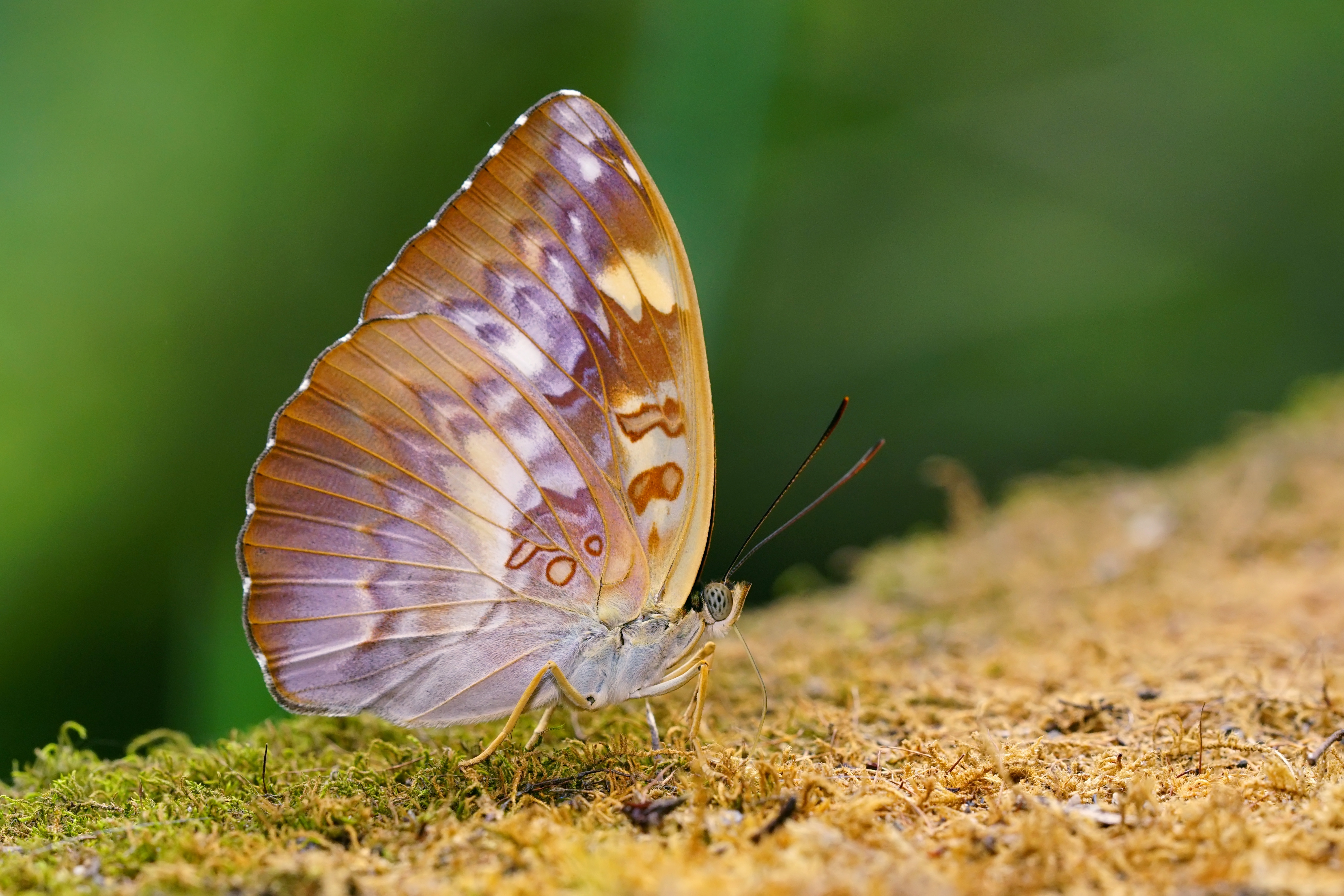
雌蝶腹面
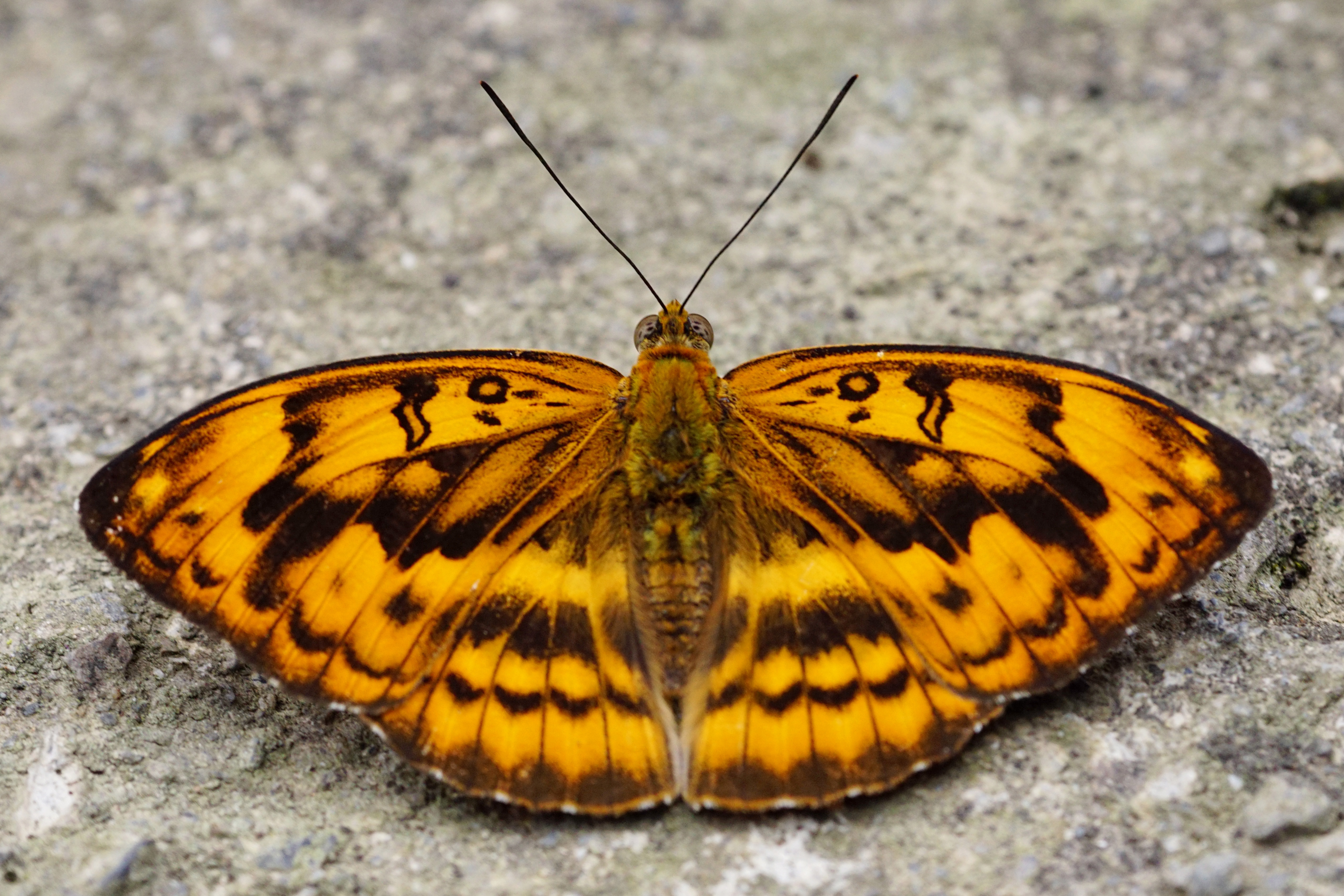
雄蝶背面

## 資料來源
1. ↑  蔡百峻. . 內政部營建署玉山國家公園管理處. 1988.
2. ↑  徐堉峰，梁家源，黃智偉，沈宗諭. . 農業部林業及自然保育署. 2021/12. ISBN 9786267100523.
3. 1 2  徐堉峰. . 台中市: 晨星出版社. 2013. ISBN 978-986-177-668-2.

## 外部連結
- 维基共享资源上的相關多媒體資源：瑙蛺蝶